# Paul Williams (compositore)
Paul Hamilton Williams Jr. (Omaha, 19 settembre 1940) è un compositore, paroliere e attore statunitense, autore di colonne sonore cinematografiche.

## Biografia
Rimasto orfano di padre nel 1953, si trasferisce con la famiglia da Omaha a Long Beach. Inizia la sua carriera professionale di cantautore a Los Angeles, scrivendo, fra tante cose, dei brani per i Three Dog Night, Helen Reddy e i The Carpenters.
Williams ha lavorato alla musica di numerosi film, tra cui la colonna sonora e le canzoni de Il fantasma del palcoscenico di Brian De Palma, in cui ha anche recitato e ottenuto una nomination all'Oscar per la colonna sonora, e di Piccoli gangsters di Alan Parker. Williams ha anche scritto e cantato la canzone Where Do I Go From Here, utilizzata nei titoli di coda del film Una calibro 20 per lo specialista di Michael Cimino. Ha scritto insieme a Barbra Streisand la canzone Evergreen per il film È nata una stella, vincendo l'Oscar per la migliore canzone.
Nel marzo 2012, fu annunciato che Williams aveva partecipato come guest star all'album Random Access Memories del duo elettronico francese Daft Punk: ha scritto e cantato Touch e ha scritto Beyond. Williams e Nile Rodgers sono stati gli unici artisti in primo piano a parlare per conto dei Daft Punk ai Grammy Awards 2014 dopo aver ricevuto il premio Album dell'anno.
Williams è membro della Songwriters Hall of Fame. Nell'aprile 2009, Williams è stato eletto presidente e presidente dell'American Society of Composers, Authors and Publishers.

## Filmografia parziale

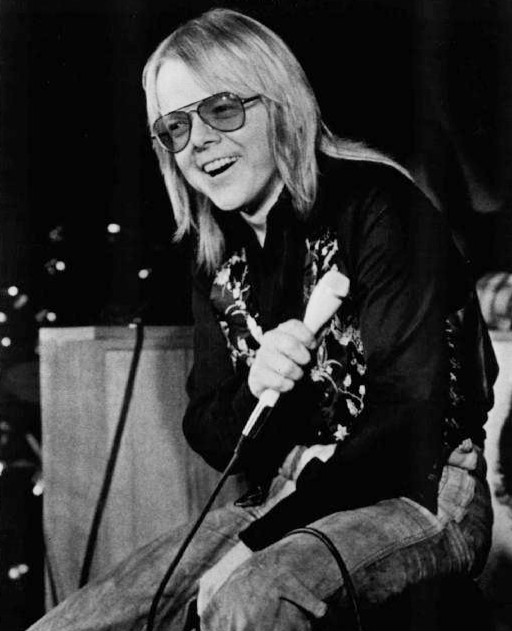
Paul Williams nel 1974.

### Attore

#### Cinema
- Il caro estinto (The Loved One), regia di Tony Richardson (1965)
- La caccia (The Chase), regia di Arthur Penn (1966)
- L'uomo caffelatte (Watermelon Man), regia di Melvin Van Peebles (1970)
- Anno 2670 - Ultimo atto (Battle for the Planet of the Apes), regia di J. Lee Thompson (1973)
- Il fantasma del palcoscenico (Phantom of the Paradise), regia di Brian De Palma (1974)
- Il bandito e la "Madama" (Smokey and the Bandit), regia di Hal Needham (1977)
- A proposito di omicidi... (The Cheap Detective), regia di Robert Moore (1978)
- Squilli di sangue (Stone Cold Dead), regia di George Mendeluk (1978)
- Ecco il film dei Muppet (The Muppet Movie), regia di James Frawley (1979)
- The Doors, regia di Oliver Stone (1991)
- Le regole dell'attrazione (The Rules of Attraction), regia di Roger Avary (2002)
- Principe azzurro cercasi (The Princess Diaries 2: Royal Engagement), regia di Garry Marshall (2004)
- Donne, regole... e tanti guai! (Georgia Rule), regia di Garry Marshall (2007)
- Baby Driver - Il genio della fuga (Baby Driver), regia di Edgar Wright (2017)

#### Televisione
- Star Trek: Voyager - serie TV, episodio 6x13 (2000)

### Compositore
- Il fantasma del palcoscenico (Phantom of the Paradise), regia di Brian De Palma (1974)
- Piccoli gangsters (Bugsy Malone), regia di Alan Parker (1976)
- La fine... della fine (The End), regia di Burt Reynolds (1978)
- Ecco il film dei Muppet (The Muppet Movie), regia di James Frawley (1979)

## Riconoscimenti

### Premi Oscar
- 1974: Candidatura all'Oscar per la miglior canzone per Nice to Be Around da Un grande amore da 50 dollari
- 1975: Candidatura all'Oscar per la miglior colonna sonora adattata per Il fantasma del palcoscenico
- 1977: Candidatura all'Oscar per la miglior colonna sonora adattata per Piccoli gangsters
- 1977: Oscar per la miglior canzone per Evergreen da È nata una stella
- 1980: Candidatura all'Oscar per la miglior colonna sonora adattata per Ecco il film dei Muppet
- 1980: Candidatura all'Oscar per la miglior canzone per The Rainbow Connection da Ecco il film dei Muppet

## Doppiatori italiani
- Cesare Barbetti ne Il fantasma del palcoscenico
- Sergio Fiorentini in Anno 2670 - Ultimo atto
- Gianni Quillico in Community
- Ennio Coltorti in Baby Driver - Il genio della fuga
- Carlo Valli in Goliath